# Time to Make You Mine
Time to Make You Mine è un singolo del 1992 della cantautrice britannica Lisa Stansfield estratto dall'album Real Love.

## Classifiche
| Classifica (1992) | Posizione massima |
| ----------------- | ----------------- |
| Belgio (Fiandre)  | 47                |
| Paesi Bassi       | 47                |
| Regno Unito       | 14                |
| Svizzera          | 33                |